# ノルベルト・クバート
ノルベルト・クバート（Norbert Kubát, 1891年7月7日 - 1966年3月20日）は、チェコのヴァイオリン奏者。

## 経歴
1891年、コリーン生まれ。同名の父は作曲家であった。オタカール・シェフチークにヴァイオリンを学ぶ。1939年からプラハ音楽院のヴァイオリン科で教えた。1966年、プラハにて死去。